# Эта Циркуля
Эта Циркуля (англ. Eta Circini, η Cir), η Циркуля — одиночная звезда в южном созвездии Циркуля. Звезда слабо видна невооружённым глазом, видимая звёздная величина равна 5,17. Расстояние до звезды, определённое на основе измерения параллакса (11,82 мсд),
составляет около 276 световых лет.
Эта Циркуля представляет собой звезду-гигант спектрального класса G (G8 III) на поздней стадии эволюции. Светимость в 64 раза
 превышает солнечную, эффективная температура внешних слоёв атмосферы составляет  4954 K.